# Leucocitosi
Leucocitosi è l'aumento del numero dei leucociti nel sangue periferico. Frequentemente questa condizione è indice di uno stato infiammatorio ma può anche verificarsi in seguito a determinate infezioni parassitarie, tumori ossei o leucemie. Può anche verificarsi dopo un intenso esercizio fisico, convulsioni date dall'epilessia, lo stress emotivo, la gravidanza e il travaglio, l'anestesia o la somministrazione di adrenalina.
Esistono cinque principali tipi di leucocitosi: neutrofilia (la forma più comune), linfocitosi, monocitosi, eosinofilia e basofilia.

## Patogenesi
Diversi fattori influenzano la conta leucocitaria nel sangue:
- L'entità dei pool cellulari, mieloide (granulociti e monociti), linfoide (linfociti), di precursori e deposito presenti nel midollo osseo, in circolo e nei tessuti periferici.
- La velocità con cui le cellule vengono rilasciate dai siti di deposito.
- Il pool marginato ossia la percentuale di cellule che aderiscono alle pareti dei vasi sanguigni in qualsiasi momento.
- La velocità con cui le cellule passano dal sangue ai tessuti

L'omeostasi dei leucociti è un delicato meccanismo mantenuto da citochine, fattori di crescita e di adesione attraverso i loro effetti sul commitment, sulla proliferazione, differenziazione e migrazione attraverso le pareti vascolari di leucociti e loro progenitori; inoltre i meccanismi che portano alla leucocitosi variano a seconda del tipo di leucocita e del fattore eziologico. Nei neutrofili, in caso di sepsi o di gravi disordini infiammatori (es.:malattia di Kawasaki) si osservano delle caratteristiche modificazioni morfologiche:
- I granuli tossici, più grandi e più scuri dei normali granuli dei neutrofili e probabilmente sono granuli azzurrofili anomali
- I corpi di Döhle, porzioni di reticolo endoplasmatico dilatato che nelle colorazioni Wright-Giemsa appaiono come chiazze nel citoplasma di colore blu.

Nella maggior parte dei casi è facilmente distinguibile una leucocitosi reattiva causata dalla presenza nel sangue periferico di leucociti neoplastici (leucemia), ma si possono avere incertezze in due casi:
1. Le infezioni virali in fase acuta causano la presenza di linfociti attivati che assomigliano alle cellule linfoidi neoplastiche
2. In caso di infezioni croniche possono comparire granulociti immaturi che possono essere confusi con una leucemia mieloide.

Esistono particolare esami di laboratorio che possono distinguere i leucociti reattivi da quelli neoplastici.

## Cause di leucocitosi
| Cause di leucocitosi                       | Cause di leucocitosi |
| ------------------------------------------ | --- |
| Leucocitosi dei neutrofili (neutrofilia)   | - Infezioni batteriche acute, specialmente le infezioni piogeniche - Infiammazioni sterili - Necrosi - infarto del miocardio - Ustione |
| Leucocitosi degli eosinofili (eosinofilia) | - Allergia - Asma - Febbre da fieno - Allergie ai farmaci - Malattie della cute - Pemfigo - Dermatite erpetiforme - Infezioni parassitarie - Alcuni tumori maligni - Linfoma di Hodgkin - Alcune forme di linfoma non Hodgkin - Malattie sistemiche autoimmuni (es.: lupus eritematoso sistemico) - Alcuni tipi di vasculiti |
| Leucocitosi dei basofili (basofilia)       | (rare) - Malattie mieloproliferative (es.: leucemia mieloide cronica) |
| Monocitosi                                 | - Infezioni croniche - Tubercolosi - Endocarditi batteriche - Infezioni da Rickettsie - Malaria - Malattie sistemiche autoimmuni (es.: lupus eritematoso sistemico) - Malattie infiammatorie intestinali idiopatiche (es.: colite ulcerosa o malattia di Crohn)                                                              |
| Linfocitosi                                | - Infezioni croniche - Tubercolosi - Brucellosi - Infezioni virali - Epatite - Cytomegalovirus - Mononucleosi - Pertosse |